# Faisalova mošeja
Fajsalova mošeja (urdujsko فیصل مسجد‎, latinizirano: faisal masjid) je državna mošeja Pakistana, ki stoji v glavnem mestu Islamabad. Je peta največja mošeja na svetu, največja mošeja zunaj Bližnjega vzhoda in največja v južni Aziji. Stoji ob vznožju hribovja Margalla v Islamabadu. Ime je dobila po pokojnem kralju Saudove Arabije Fejsalu. Mošeja ima sodobno zasnovo, sestavljeno iz osmih stranic betonske lupine in se zgleduje po zasnovi tipičnega beduinskega šotora.
Velika turistična atrakcija v Pakistanu, je mošeja sodoben in vpliven del islamske arhitekture. Znamenite točke, kot sta Faisalova mošeja in pakistanski spomenik, ki predstavlja kulturno zgodovino države, prispevajo k šarmu mesta.
Gradnja mošeje se je začela leta 1976 po donaciji saudskega kralja Faisala v višini 28 milijonov dolarjev, čigar ime nosi mošeja. Nekonvencionalen dizajn turškega arhitekta Vedata Dalokaja je bil izbran po mednarodnem natečaju. Brez tipične kupole je mošeja oblikovana kot beduinski šotor, obdan s štirimi 79 m visokimi minareti. Zasnova vključuje osemstrane poševne strehe v obliki školjke, ki tvorijo trikotno bogoslužno dvorano, ki lahko sprejme 10.000 vernikov.
Skupna struktura pokriva območje 130.000 m², mošeja dominira nad pokrajino Islamabada. Stoji na severnem koncu avenije Faisal, kar jo postavlja na skrajni severni konec mesta in ob vznožju hribovja Margalla, najzahodnejšega vznožja Himalaje. Je na vzpetini ob slikovitem ozadju narodnega parka. Faisalova mošeja je bila največja mošeja na svetu od leta 1986 do leta 1993, ko so jo prehitele mošeje v Saudovi Arabiji. Faisalova mošeja je zdaj šesta največja mošeja na svetu glede na zmogljivost.

## Zgodovina
Zagon za mošejo se je začel leta 1966, ko je kralj Faisal bin Abdul-Aziz med uradnim obiskom Pakistana podprl pobudo pakistanske vlade za izgradnjo nacionalne mošeje v Islamabadu. Leta 1969 je potekal mednarodni natečaj, na katerega so arhitekti iz 17 držav oddali 43 predlogov. Zmagovalna zasnova je bila zasnova turškega arhitekta Vedata Dalokaja. Za projekt je bilo dodeljenih 46 hektarjev zemlje, izvedba pa je bila dodeljena pakistanskim inženirjem in delavcem. Gradnjo mošeje je leta 1976 začelo podjetje National Construction Limited iz Pakistana, ki ga je vodil Azim Khan, financirala pa ga je vlada Saudove Arabije, po ceni več kot 130 milijonov saudskih rialov (danes približno 120 milijonov US$). Kralj Faisal bin Abdul Aziz je bil ključnega pomena pri financiranju, tako mošeje kot ceste, ki vodi do nje, sta bili po njegovem atentatu leta 1975 poimenovani po njem. Naslednik kralja Faisala bin Abdulaziza, kralj Kalid, je oktobra 1976 položil temeljni kamen za mošejo in podpisal pogodbo o gradnji leta 1978. Osnovni podatki o mošeji so zapisani na temeljnem kamnu. 18. junija 1988 je bila prva molitev, čeprav je bila mošeja dokončana leta 1986. Na ozemlju mošeje je bila poleg stavbe za molitev pred nekaj leti tudi Mednarodna islamska univerza, ki pa se je leta 2000 preselila v nov kampus. Nekateri tradicionalni in konservativni muslimani so sprva kritizirali zasnovo zaradi nekonvencionalne zasnove in pomanjkanja tradicionalne strukture kupole.

## Zmogljivost
Faisalova mošeja lahko sprejme okoli 300.000 vernikov. Vsak od štirih minaretov mošeje je visok 79 m (najvišji minareti v južni Aziji) in meri 10×10 metrov v obsegu. Glavni prostori lahko sprejmejo do 74.000 ljudi v glavnih prostorih, vključno z notranjo dvorano in dvorišči. Zemljišče okoli mošeje lahko sprejme do 200.000 ljudi.

## Arhitektura
Poskušal sem ujeti duha, proporce in geometrijo Kabe na čisto abstrakten način. Predstavljajte si vrh vsakega od štirih minaretov kot pomanjšano eksplozijo štirih najvišjih vogalov Kabe – tako je nevidna oblika Kabe omejena z minareti na štirih vogalih v razmerju višine do baze. Mošeja Šaha Faisala je v domiselnih očeh oblikovalca podobna Sveti Kabi. Zdaj, če povežete vrh vsakega minareta z vznožjem minareta diagonalno nasproti njega, bo štiristrana piramida povezana s temi črtami na spodnji strani znotraj te nevidne kocke. Ta nižja stopnja piramide se obravnava kot trdno telo, medtem ko štirje minareti s svojim vrhom zaključujejo namišljeno kocko Kabe.— Vedat Dalokay, "Dalokay further explaining the thinking behind the design of the Masjid to students of a design school"
Namesto tradicionalnih kupol je Vedat Dalokaj zasnoval osemstransko glavno dvorano, ki je izgledala kot arabski beduinski puščavski šotor. Poleg tega je dodal štiri minarete na vseh štirih vogalih glavne dvorane, ki so visoki 79 m, najvišji minareti v Južni Aziji. Glavna konstrukcija stavbe je glavna molilnica, ki je podprta s štirimi betonskimi nosilci. Štirje nenavadni minareti se zgledujejo po turški arhitekturi. Vedat Dalokaj je prav tako verjel, da zasnova mošeje predstavlja Kabo na abstrakten način. Vhod je z vzhodne strani, kjer je pred molitveno dvorano dvorišče s portiki. Mednarodna islamska univerza je bila nastanjena pod glavnim dvoriščem, zdaj pa se je preselila v nov kampus. V mošeji so še vedno knjižnica, predavalnica, muzej in kavarna. Notranjost glavne dvorane v obliki šotora je prekrita z belim marmorjem in okrašena z mozaiki in kaligrafijo slavnega pakistanskega umetnika Sadequaina ter lestenec v turškem slogu. Mozaični vzorec krasi zahodno steno in ima Kalimah, napisano v zgodnji kufski pisavi, ki se ponavlja v zrcalnem vzorcu.
Zid kible je prekrit z modrimi in belimi kaligrafskimi ploščicami, ki jih je oblikoval turški umetnik Mengu Ertel. Notranjost mošeje je okrašena po turškem in pakistanskem navdihu. Mošeja ubira nenavadno pot do svoje zasnove z združevanjem sodobne in klasične islamske arhitekture. Edinstven dizajn vzame večino elementov iz nomadskega beduinskega šotora, vendar še vedno uspe ohraniti stik z islamsko arhitekturo z uporabo minaretov v osmanskem slogu in kvadratne oblike iz Kabe.

## Topografija
Stoji ob vznožju hribovja Margalla in igra pomembno vlogo pri mošeji. Vidna je kilometre daleč in leži na višji površini v primerjavi z glavnim mestom. Mošeja je obrnjena proti mestu in je podprta z zelenimi gorami, kar ji daje slikovit razgled. Ena glavnih avtocest v Islamabadu, avenija Faisal, vodi naravnost do mošeje, kar kaže na pomen mejnika. Zaradi sijoče bele barve v primerjavi s temno zelenim ozadjem mošeja izstopa in razkriva njen pomen za mesto Islamabad.